# Liste der deutschen Botschafter in China
Liste der deutschen Botschafter in China
| Name | Bild              | Amtszeit                        | Anmerkungen                                                                         |
| / Deutsches Reich                                                                                       | / Deutsches Reich | / Deutsches Reich               | / Deutsches Reich                                                                   |
| --- | ----------------- | ------------------------------- | ----------------------------------------------------------------------------------- |
| Max von Brandt (1835–1920)                                                                              |                   | 1875–1893                       | Gesandter                                                                           |
| Gustav Freiherr Schenck zu Schweinsberg (1843–1909)                                                     |                   | 1893–1896                       | Gesandter                                                                           |
| Edmund Friedrich Gustav von Heyking (1850–1915)                                                         |                   | 1896–1899                       | Gesandter                                                                           |
| Clemens von Ketteler (1853–1900)                                                                        |                   | 1899–1900                       | Gesandter (unter unklaren Umständen ermordet)                                       |
| Alfons Mumm von Schwarzenstein (1859–1924)                                                              |                   | 1900–1905                       | Gesandter, hinterließ als Fotograf eine bemerkenswerte China-Dokumentation der Zeit |
| Arthur von Rex (1856–1926)                                                                              |                   | 1906–1911                       | Gesandter                                                                           |
| Karl von Luxburg (1872–1956)                                                                            |                   | Feb–Jul 1911                    | Geschäftsträger (Vertreter von Elmershaus von Haxthausen)                           |
| Johann Friedrich Wilhelm Elmershaus von Haxthausen (1858–1914)                                          |                   | 1911–1914                       | Gesandter                                                                           |
| Emil Krebs (1867–1930)                                                                                  |                   | 1914                            | Feb–Mär 1914 Geschäftsträger, ab Aug Gesandter                                      |
| Paul von Hintze (1864–1941)                                                                             |                   | 1914–1917                       | Gesandter                                                                           |
| Abbruch der diplomatischen Beziehungen zu China, Auflösung der deutschen Gesandtschaft am 25. März 1917 |                   |                                 |                                                                                     |
| Herbert von Borch (1876–1961)                                                                           |                   | 1928–1931                       | Gesandter                                                                           |
| Oskar Trautmann (1877–1950)                                                                             |                   | 1931–1938                       | Gesandter; ab 1935 Botschafter mit Amtssitz in Nanjing                              |
| Während des japanisch-chinesischen Krieges (1937–1945) Botschafterposten zeitweise unbesetzt            |                   |                                 |                                                                                     |
| Heinrich Georg Stahmer (1892–1978)                                                                      |                   | 1942                            | Botschafter bei der Nanjing-Regierung                                               |
| Ernst Woermann (1888–1979)                                                                              |                   | 1943–1945                       | Botschafter bei der Nanjing-Regierung                                               |
| |                   | Deutsche Demokratische Republik |                                                                                     |
| Johannes König (1903–1966)                                                                              |                   | 1953–1955                       | Seit Juni 1950 Leiter der Diplomatischen Mission der DDR                            |
| Richard Gyptner (1901–1972)                                                                             |                   | 1955–1958                       |                                                                                     |
| Paul Wandel (1905–1995)                                                                                 |                   | 1958–1961                       |                                                                                     |
| Josef Hegen (1907–1969)                                                                                 |                   | 1961–1964                       |                                                                                     |
| Günter Kohrt (1912–1982)                                                                                |                   | 1964–1966                       |                                                                                     |
| Martin Bierbach (1926–1984)                                                                             |                   | 1966–1968                       |                                                                                     |
| Gustav Hertzfeldt (1928–2005)                                                                           |                   | März 1969–1973                  | Streitigkeiten zwischen UdSSR und VR China                                          |
| Johann Wittik (1923–)                                                                                   |                   | 1973–1976                       |                                                                                     |
| Helmut Liebermann (1923–2013)                                                                           |                   | 1976–1982                       |                                                                                     |
| Rolf Berthold (1938–2018)                                                                               |                   | 1982–1990                       |                                                                                     |
| BR Deutschland                                                                                          |                   |                                 |                                                                                     |
| Heinrich Carl Franz Röhreke (1910–2001)                                                                 |                   | 1972–1973                       | Gesandter I. Kl., Chargé d’affaires                                                 |
| Rolf Friedemann Pauls (1915–2002)                                                                       |                   | 1973–1976                       |                                                                                     |
| Erwin Wickert (1915–2008)                                                                               |                   | 1976–1980                       |                                                                                     |
| Günther Schödel (1922–2015)                                                                             |                   | 1980–1984                       |                                                                                     |
| Per Fischer (1923–1999)                                                                                 |                   | 1984–1987                       |                                                                                     |
| Hannspeter Hellbeck (* 1927)                                                                            |                   | 1987–1992                       |                                                                                     |
| Armin Freitag (* 1930)                                                                                  |                   | 1992–1995                       |                                                                                     |
| Konrad Seitz (1934–2023)                                                                                |                   | 1995–1999                       |                                                                                     |
| Hans-Christian Ueberschaer (* 1936)                                                                     |                   | 1999–2001                       |                                                                                     |
| Joachim Broudré-Gröger (* 1944)                                                                         |                   | 2001–2004                       |                                                                                     |
| Volker Stanzel (* 1948)                                                                                 |                   | 2004–2007                       |                                                                                     |
| Michael Schaefer (* 1949)                                                                               |                   | 2007–2013                       |                                                                                     |
| Michael Clauß (* 1961)                                                                                  |                   | 2013–2018                       |                                                                                     |
| Clemens von Goetze (* 1962)                                                                             |                   | 2018–2021                       |                                                                                     |
| Jan Hecker (1967–2021)                                                                                  |                   | 2021                            | starb wenige Tage nach seinem Amtsantritt                                           |
| Patricia Flor (* 1961)                                                                                  |                   | 2022–                           |                                                                                     |